# Hypomma nordlandicum
Hypomma nordlandicum là một loài nhện trong họ Linyphiidae.
Loài này thuộc chi Hypomma. Hypomma nordlandicum được Ralph Vary Chamberlin & Wilton Ivie miêu tả năm 1947.